# Royal College of Art
Royal College of Art (RCA) é uma universidade pública de pesquisa em Londres, no Reino Unido. Trata-se da única universidade de arte e design exclusiva em pós-graduação no mundo, oferecendo títulos de pós-graduação em arte e design para estudantes de mais de 70 países. Em 2019, a RCA foi colocada em primeiro lugar no QS World University Rankings nas área de Arte e Design, mantendo sua posição por cinco anos consecutivos. A RCA possui três campi: South Kensington, Battersea e White City.

## Cursos
A RCA oferece os programas de Diploma de Graduação (Graduate Diploma), Mestrado profissional (Master's), Mestrado orientado a pesquisa (MRes), Mestrado acadêmico (MPhil) e Doutorado (PhD), os quais são divididos entre quatro Escolas – Arquitetura, Comunicação, Design e Artes & Humanidades. O programa de História do Design é realizado em colaboração com o Museu Victoria and Albert; há também os programas de Mestrado (MA/MSc) em design/engenharia que fazem parte de um convênio com a Imperial College London. 